# Starman (brano musicale)
Starman è un brano musicale scritto dall'artista inglese David Bowie e pubblicato come 45 giri il 14 aprile 1972.
Quarta traccia e primo singolo estratto dall'album The Rise and Fall of Ziggy Stardust and the Spiders from Mars, è considerata una delle canzoni più influenti dell'intero repertorio di Bowie e all'epoca rappresentò un punto di svolta nella sua carriera, soprattutto grazie alla performance a Top of the Pops che la BBC trasmise il 6 luglio 1972 e che è stata citata come fonte d'ispirazione da un'intera generazione di artisti.
Starman si trova al 56º posto nella classifica dei 100 migliori singoli di sempre secondo New Musical Express, al 19º tra le 100 canzoni che hanno cambiato il mondo del mensile Q e al 65º tra i migliori singoli di tutti i tempi della rivista britannica Mojo.

## Tracce
1. Starman (D. Bowie) - 4:16
2. Suffragette City (D. Bowie) - 3:25

## Formazione
- David Bowie - voce, chitarra acustica
- Mick Ronson - chitarra elettrica
- Trevor Bolder - basso
- Mick Woodmansey - batteria

## Il brano
Sostenuta dalla chitarra acustica di Bowie e dall'arrangiamento per violini di Mick Ronson, Starman sfoggia una delle melodie più contagiose del cantante inglese e parte del suo fascino, come ha scritto il biografo Nicholas Pegg, risiede «nell'ostentazione delle sue fonti». Il bridge di chitarra e pianoforte è strettamente legato ai Badfinger dei primi anni settanta, ma richiama anche You Keep Me Hangin' On delle Supremes e Melting Pot dei Blue Mink, mentre il ritornello riecheggia Over the Rainbow oltre a rappresentare l'ennesimo riferimento di Bowie ai T. Rex, in particolare a Hot Love del 1971.
Il titolo e l'introduzione acustica di Starman potrebbero richiamare Space Oddity ma le fantasie hippie del 1969 hanno lasciato il posto ad un gergo cosmico esemplificato da un messaggio proveniente dallo spazio che interrompe una trasmissione radiofonica. La canzone racconta la storia di un "uomo delle stelle" che, attraverso la radio, entra in contatto con i giovani di una Terra ormai condannata promettendo la salvezza del pianeta. Come rivelò il cantante a William S. Burroughs nel 1974 su Rolling Stone, Ziggy Stardust non è l'uomo delle stelle ma il suo messaggero terreno, contrariamente all'opinione secondo cui spesso si dipinge Ziggy come un extraterrestre.
Il brano ha inevitabilmente generato varie interpretazioni e alcuni hanno visto nel testo un accenno alla seconda venuta di Cristo, una sorta di annuncio messianico con l'alter ego di Bowie a rappresentare un Creatore extraterrestre che ha già visitato la Terra in passato e che considera l'idea di tornare per controllare come procede la vita umana. D'altra parte Starman può essere vista anche come metafora dalla rockstar che una volta era uguale al suo pubblico e che ora è considerato quasi una figura divina che si erge dalla folla, l'atto autocelebrativo della nascita di una nuova stella e un veicolo mediante il quale Bowie rivela il proprio status di icona.
In realtà, secondo le parole dello stesso Bowie il brano potrebbe essere letto «a un livello più immediato come "In cielo c'è un uomo delle stelle che dice: spassatevela ragazzi", ma l'idea di base è che le creature dello spazio sono abbastanza reali e umane, e che la prospettiva di incontrare altri esseri dovrebbe renderci felici».
L'attrazione esercitata dalla fantascienza aveva già permeato alcuni lavori di Bowie (Space Oddity, We Are Hungry Men) e il cantante è sempre stato affascinato dalla giustapposizione di fantastico e banale, di mistico e quotidiano. Durante la stessa intervista del 1974 su Rolling Stone parlò anche del ruolo della canzone all'interno del progettato allestimento teatrale di Ziggy Stardust: «La fine viene sancita dall'arrivo degli "infiniti". In realtà sono una sorta di buchi neri, ma gli ho dato un aspetto umano perché sarebbe stato piuttosto difficile rappresentare un buco nero in scena... Ziggy viene avvertito in sogno dagli infiniti di annunciare l'arrivo di un uomo proveniente dalle stelle, allora lui scrive Starman. È il primo annuncio di speranza giunto alla gente, che gli si affeziona immediatamente».

### Il lato B
Con il pianoforte sincopato in stile Little Richard e la chitarra martellante di Mick Ronson, Suffragette City si affermò rapidamente come uno dei brani cruciali di The Rise and Fall of Ziggy Stardust and the Spiders from Mars. Più o meno ambigua a seconda delle interpretazioni, la traccia può essere letta come la richiesta di un ragazzo che vuole essere lasciato solo con la sua partner oppure, sulla stessa linea di John, I'm Only Dancing, un mutamento di sesso da partner maschile a femminile. Nel 1976 venne ripubblicata su 45 giri, stavolta come lato A, per promuovere la raccolta di greatest hits ChangesOneBowie.

## Registrazione
Starman e Suffragette City vennero registrate ai Trident Studios di Londra il 4 febbraio 1972, alla fine delle sessioni dell'album. Inizialmente la presenza di Starman nel disco non era stata prevista e la traccia era stata incisa solo per il mercato dei 45 giri. Venne inserita all'ultimo momento in sostituzione di Round and Round su suggerimento di Dennis Katz, capo della sezione A&R della RCA Records.

## Uscita e accoglienza
(Mick Woodmansey)
Il singolo venne pubblicato il 14 aprile 1972 in Europa, Stati Uniti, Sud America, Sudafrica, Giappone, Australia e Nuova Zelanda.
In Spagna e in Italia uscì con John, I'm Only Dancing come lato B, in Portogallo in un maxi-singolo con Hang On to Yourself, John, I'm Only Dancing e Suffragette City e in Messico come lato B di Space Oddity.
Nonostante lo scarso riscontro di vendite, Starman ricevette da subito molte recensioni positive. Il 29 aprile 1972 John Peel scrisse su Disc and Music Echo: «David Bowie è, con Kevin Ayers, il più importante e sottovalutato innovatore nella musica pop contemporanea in Gran Bretagna», definendo Starman «un classico, una gemma», mentre il Record Mirror riportò: «Un forte sostegno di chitarra, un'apertura piuttosto sconnessa ma in seguito canta a squarciagola con personalità e drammaturgia». Il New Musical Express proclamò Starman singolo della settimana e la rivista Sounds definì la canzone «un perfetto esempio del talento molto sotto-stimato di David».

### Classifiche
Il 29 luglio 1972 Starman raggiunse il 10º posto nel Regno Unito, risultando la prima vera hit di David Bowie dai tempi di Space Oddity.
Nel gennaio 2016, dopo la morte del cantante la canzone ha guadagnato nuova popolarità ed ha nuovamente fatto ingresso nelle classifiche di molti Paesi.
| Paese       | Anno | Posizione | Classifica                                    |
| ----------- | ---- | --------- | --------------------------------------------- |
| Austria     | 2016 | 55        | Ö3 Austria Top 40                             |
| Belgio      | 2016 | 14        | Ultratop 50 Singles (Fiandre)                 |
| Francia     | 2016 | 27        | Syndicat national de l'édition phonographique |
| Giappone    | 2016 | 58        | Billboard Japan Hot 100                       |
| Irlanda     | 1972 | 17        | Irish Singles Chart                           |
| Italia      | 1972 | 32        | Top Annuali Single                            |
| Italia      | 2016 | 41        | FIMI                                          |
| Paesi Bassi | 2016 | 18        | Single Top 100                                |
| Regno Unito | 1972 | 10        | Official Singles Chart                        |
| Regno Unito | 2016 | 18        | Official Singles Chart                        |
| Spagna      | 2016 | 5         | Top 50                                        |
| Stati Uniti | 1972 | 65        | Billboard Hot 100                             |

## Starmandal vivo
Il 22 maggio 1972 il brano fu eseguito nella sessione BBC registrata per il programma radiofonico Johnnie Walker Lunchtime Show, con Mick Ronson al pianoforte e nuove sovraincisioni di chitarra e voce aggiunte alla base originale remixata. L'esibizione venne mandata in onda il 6 giugno, giorno dell'uscita di The Rise and Fall of Ziggy Stardust and the Spiders from Mars, e replicata per i tre giorni successivi.
Il 5 luglio Bowie e gli Spiders from Mars registrarono Starman per il programma della BBC Top of the Pops e la performance venne mandata in onda il giorno successivo. Accompagnata dal pianista Robin Lumley, la band si esibì con un look inequivocabilmente glam: David con una tuta arcobaleno e i capelli arancione, Mick Woodmansey coi capelli ossigenati, Trevor Bolder con le basette argentate e Mick Ronson con i lunghi capelli decolorati e una tuta da paracadutista gialla di satin.
Più di ogni altra fu proprio questa performance di tre minuti a catapultare Bowie nella celebrità. Il critico e dj Marc Riley, ex componente dei The Fall, lo definì «un momento cruciale nella storia della musica britannica, come quello dei Sex Pistols alla Lesser Free Trade Hall di Manchester nel '76» e Starman, che fino a quel momento non aveva avuto nessun impatto commerciale, fece irruzione nella top ten.
In realtà non si trattava del primo passaggio televisivo di Starman, che David e gli Spiders avevano già eseguito il 15 giugno nella trasmissione Lift-Off with Ayshea di ITV. Tra l'altro, la parte vocale reincisa per questa occasione includeva uno scherzoso accenno al brano che l'anno precedente aveva dato il via alla serie di successi di Marc Bolan, altra stella del glam rock: «Some cat was laying down some get-it-on rock n roll».
Dopo lo Ziggy Stardust Tour 1972 (nei concerti di agosto al Rainbow Theatre il personaggio venne "interpretato" da Lindsay Kemp) e le date giapponesi dell'Aladdin Sane Tour 1973, il brano è stato eseguito dal vivo solo in alcune date Sound+Vision Tour 1990, durante l'Heathen Tour del 2002 e il Reality Tour del 2003-04. Tra le esibizioni "estemporanee":
- 19 giugno 2000, BowieNet Show, concerto riservato agli abbonati al sito ufficiale del cantante alla Roseland Ballroom di New York.
- 23 giugno 2000, TFI Friday, trasmesso nel Regno Unito da Channel 4.
- 25 giugno 2000, Glastonbury Festival.
- 15 giugno 2002, Live By Request, trasmesso negli Stati Uniti da A&E Network.

## Pubblicazioni successive
Nel 2011 il 45 giri è stato ripubblicato con un book fotografico di Mick Rock, autore dei primi videoclip di David Bowie, e il 21 aprile 2012 è uscito in versione picture disc per il Record Store Day (in 2000 copie), con la versione live di Top of the Pops sul lato A e quella in studio sul lato B.
Starman è presente nelle seguenti raccolte:
- Best Deluxe (1973, uscito in Giappone)
- The Best of Bowie (1980)
- ChangesTwoBowie (1981)
- Fame and Fashion (1984)
- Changesbowie (1990)
- The Singles Collection (1993)
- The Best of David Bowie 1969/1974 (1997)
- Best of Bowie (2002)
- The Platinum Collection (2006)
- Nothing Has Changed (2014)
- Five Years (1969-1973) (2015, nel CD Re:Call 1)

Le versioni live registrate nel 1972 per la sessione BBC e per Top of the Pops sono presenti rispettivamente in Bowie at the Beeb (2000) e nel DVD Best of Bowie (2002).

## Starmannella cultura di massa
- Nel 1994 la canzone è stata inserita nell'opera teatrale di Kevin Elyot My Night with Reg.[33]
- Nel 1999 l'attore britannico Brian Murphy ne ha offerto un'interpretazione nel quarto episodio della sitcom beckettiana Mrs Merton and Malcolm di BBC One.
- In una delle storie dell'omonima serie a fumetti, opera di James Dale Robinson, il protagonista Mikaal Tomas afferma che la popolazione terrestre lo ha chiamato "Starman" proprio per le similitudini tra la sua vita e la canzone di Bowie.
- Il brano si può ascoltare nell'episodio della ventiseiesima stagione de I Simpson, intitolato Il Musk che cadde sulla terra, e nelle serie tv Torchwood e Life on Mars, rispettivamente nel 9º episodio della prima stagione e nel 1º episodio della seconda stagione.
- Il brano è presente nella colonna sonora del film Sopravvissuto - The Martian del 2015. Film di Ridley Scott candidato a numerosi oscar tra cui miglior film e vincitore di due Golden Globe
- Starman è stata usata ampiamente dal candidato del Partito Democratico Bernie Sanders nella campagna per le elezioni presidenziali negli Stati Uniti d'America del 2016.[34]
- Starman viene utilizzata anche dalla Disney Pixar nel primo trailer del film Lightyear: la vera storia di Buzz in uscita nel 2022
- Starman viene anche associata al personaggio di Superman, il trend è spopolato sulla piattaforma di Tik Tok nel 2023/2024 e si è consolidato come uno dei maggiori accostamenti della canzone di sempre

## Cover
Oltre ad essere stata oggetto di numerose cover, Starman è stata eseguita in varie lingue con titolo e testo differente: in italiano dai Profeti nel 1972 (L'amore mi aiuterà), in finlandese dai Fredi nel 1973 (Muukalainen), in francese da Papillon nel 1974 (L'air que je chante) e in brasiliano dai Nenhum de Nós nel 1989 (Astronauta de Mármore) e da Seu Jorge nel 2004, nella colonna sonora di Le avventure acquatiche di Steve Zissou.
Tra gli artisti che hanno inciso una cover:
- The Alan Caddy Orchestra and Singers in Twelve Top Hits  del 1972
- i Bauhaus nel 1983
- Claudio Mingardi nel maxi-singolo Star del 1984 (medley con Star di Robyx)
- i Loopside come singolo nel 1984
- Tomoyasu Hotei in Guitarhythm II del 1991
- i 10,000 Maniacs nella versione maxi-singolo di These Are Days del 1992
- Dan in Come When You Wanna del 1996
- Phillip Boa and the Voodooclub come singolo nel 1996
- Bob Downe in Greatest Hits del 1996
- Aske Jacoby e Cæcilie Norby in Clubbing del 1997
- i Culture Club in Don't Mind If I Do del 1999
- Joe Dolan in 21st Century Joe del 1999
- i Trio Töykeät in High Standards del 2003
- i Mates of State nell'EP All Day del 2004
- la Jeff Duff Band in Lost in the Stars del 2005
- i Jaurim in 靑春禮瓚 (청춘예찬, Ode to Youth) del 2005
- i Leningrad Cowboys in Zombies Paradise del 2006
- i Fourgoodmen in Heart Of Winter: 2006 Tour Sampler del 2006
- i Golden Smog in Blood on the Slacks del 2007
- Nena in Cover Me del 2007
- John C. Reilly nella colonna sonora di Walk Hard: La storia di Dewey Cox del 2007
- Jen Chapin in Light of Mine del 2008
- i Baked a la Ska nell'album omonimo del 2009
- Starburkes & The Tea Leaf in Acoustic Coffee House del 2009 (digital release)
- Killian Mansfield e Todd Rundgren in Somewhere Else del 2009
- gli Yalta Club nel CD singolo Highly Branded del 2012
- The Space Lady in The Space Lady And Burnt Ones del 2015

Altre cover che si trovano in album tributo o compilation di artisti vari includono quelle di:
- The Glitterband in Wham Bam Thank You Glam del 1996
- gli Osmo's Cosmos in 70's Rock 'n' Roll Show  del 1997
- gli Octopus in Come Again del 1997
- gli Slackdaddy in Loving The Alien - Athens, Georgia Salutes David Bowie del 1998
- Birth Marc in Ashes to Ashes - A Tribute To David Bowie del 1999
- i Nosferatu in Goth Oddity: A Tribute to David Bowie del 1999
- i Cybernauts in Cybernauts Live del 2000
- la May Hart Band in Spiders from Venus: Indie Women Artists and Female-Fronted Bands Cover David Bowie del 2004
- i Classic Rock String Quartet in The Bowie Chamber Suite - A Classic Rock Tribute to Bowie del 2004
- Shawn Mars in Hero - The MainMan Records Tribute to David Bowie del 2007
- i Mimes of Wine in Repetition*Bowie - Midfinger's Tribute to David Bowie del 2007
- Boy Eats Drum Machine in Bridging the Distance - A Portland, OR Covers Compilation del 2007
- Richie Ranno in David Bowie Acoustic Tribute del 2007
- Techno Cowboy in The Ziggy Stardust Omnichord Album del 2009
- Caroline Weeks in We Were So Turned On: A Tribute To David Bowie del 2010
- gli Universe 2 in Oddities - A Tribute to David Bowie del 2010 (digital release)
- i Vara-tones in Ziggy Played Surf Guitar del 2011
- gli Accelorater in Tribute to David Bowie del 2011
- The Rural Alberta Advantage in Paper Bag Records Vs. The Rise and Fall of Ziggy Stardust and the Spiders from Mars del 2012
- The Deer Tracks in A Salute to the Thin White Duke - The Songs of David Bowie del 2015
- Lea DeLaria in House of David del 2015